# RankBrasil

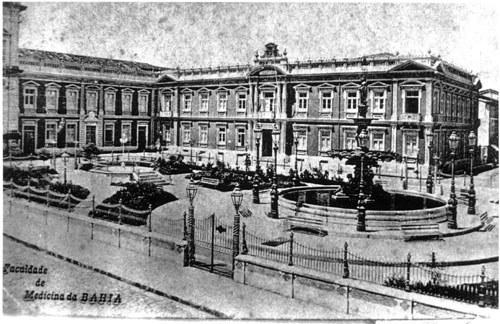
Faculdade de Medicina da Bahia da Universidade Federal da Bahia é reconhecida pelo RankBrasil como a "Primeira escola de medicina do país"

RankBrasil - Recordes Brasileiros é uma entidade que registra e homologa recordes brasileiros, 
com reconhecimento nacional e internacional.
Conhecida como o "livro dos recordes brasileiros", é o único sistema de homologação de recordes exclusivamente brasileiros.
Criada em 1999, a entidade tem seu próprio sistema de homologação.